# 大阪市立野中小学校
大阪市立野中小学校（おおさかしりつのなかしょうがっこう）は、大阪府大阪市淀川区野中北にある公立小学校。1942年に開校した。

## 通学区域
通学区域は野中北一丁目・二丁目、野中南一丁目・二丁目である。進学先中学校は大阪市立十三中学校である。

## 出身者
- 中村紀洋 - プロ野球選手[1]

## 交通
- 阪急電鉄 十三駅から北へ約1 km。